# Пханоксон

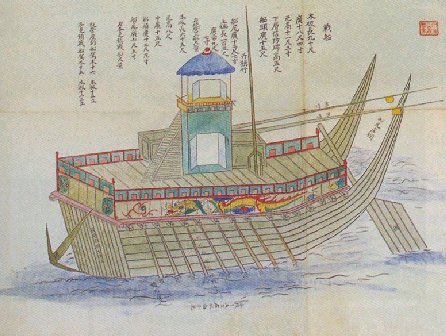
Пханоксон з середньовічного корейського малюнку.

Модель пханоксона.

Пханоксо́н (кор. 板屋船, 판옥선, «корабель пхан-ок», «даховий корабель», «двопалубний корабель») — корейський високобортний пласкодонний військовий корабель галерного типу часів династії Чосон. Основне судно корейського флоту 16 — 17 століття. Перший пханоксон було збудовано 1555 року. Їх використовували у боротьбі з японськими піратами та під час Імджинської війни 1592 — 1598 років. Одним з полководців, який вправно використовував тактичні переваги пханкосонів, вважається адмірал Лі Сунсін.

## Короткі відомості
Пханоксон виготовлявся з твердих порід дерева. Дно судна було пласким, що дозволяло швидко маневрувати і змінювати курс. Високі борти надавали перевагу для обстрілу противника і ускладнювали взяття корабля на абордаж.
Розмір команди 1 пханоксона становив 125 осіб. Половина з них були веслярами, які працювали на 16 — 20 веслах. За сприятливої погоди вони розвивали середню швидкість у 3 вузли або 5,556 км/год. Для пришвидшення руху судна використовувалось вітрило, яке могло приймати зустрічний вітер і вітер у спину.
Особливістю будови пханоксону були дві палуби: на першій знаходилися веслярі і барабанщики, а на другій — вояки. Друга палуба виконувала функцію даху для веслярів. На ній також встановлювалася командна будка.
Головним озброєнням судна була бортова корабельна артилерія, яка стріляла гарматними ядрами і гігантськими стрілами:
- гармата «Небо» (кор. 天字銃筒, 천자총통) — калібр 130 мм; набої: гігантські «генеральські» стріли-ракети вагою 30 кг і залізні ядра вагою 6,5 кг.
- гармата «Земля» (кор. 地字銃筒, 지자총통) — калібр 89 — 105 мм; набої: «генеральські» стріли-ракети вагою 16,5 кг і залізні ядра вагою 4 кг.
- гармата «Чорна» (кор. 玄字銃筒, 현자총통) — калібр 75 — 79 мм; набої: великі стріли вагою 3,5 кг і залізні ядра вагою 1,5 кг.
- гармата «Жовта» (кор. 黃字銃筒, 황자총통) — калібр 40 — 50 мм; набої: стріли вагою 1,5 кг і залізні ядра вагою 0,5 кг.
- гармата «Перемога» (кор. 勝字銃筒, 승자총통) — набої: залізні ядра, картеч, стріли тощо.

Члени команди також використовували портативні шкіряні мортирки і гарматки, луки і арбалети зі стрілами, щити для захисту.
Основним видом бою пханоксона був дистанційний: враження противника гарматним вогнем і стрілами на відстані. Ядра і стріли-ракети трощили ворожий корабель, а лучники, добивали його команду стрілами. Інколи могла застосуватися тактика абордажу.